# Stepa Stepanović
Stepa Stepanović (srbsky Степа Степановић; 11. března 1856 Kumodraž – 29. dubna 1929 Čačak) byl srbský vojevůdce, který se zúčastnil bojů srbsko-turecké války, srbsko-bulharské války, první a druhé balkánské války a první světové války. V roce 1908 se stal srbským ministrem války. Po porážce rakousko-uherských sil v bitvě na Ceru byl povýšen do hodnosti vojvody (ekvivalent polního maršála).